# Krótkonos brązowy
Krótkonos brązowy, jamraj brunatny (Isoodon obesulus) – gatunek ssaka z podrodziny jamrajów (Peramelinae) w obrębie rodziny jamrajowatych (Peramelidae). W Australii z powodu niszczenia przez człowieka jego środowiska występuje wyspowo, jednak w dogodnych warunkach pospolity.

## Taksonomia
Gatunek po raz pierwszy zgodnie z zasadami nazewnictwa binominalnego opisał w 1797 roku brytyjski zoolog i botanik George Shaw nadając mu nazwę Didelphis obesulus. Miejsce typowe to według oryginalnego opisu „Nowa Holandia”; ograniczone przez Toma Iredale’a i Ellisa Le Geyt Troughtona w 1934 do „Sydney, Nowa Południowa Walia”, Australia; uściślone przez Joan M. Dixon w 1981 roku do „1.5 km na południe od rzeki Hawkesbury, 7.5 km od zjazdu Coal and Candle Creek Road na West Head Road (33°36′S 151°16′E/-33,600000 151,266667), Park Narodowy Ku-ring-gai Chase, na północ od Sydney, Nowa Południowa Walia”, Australia. Okaz typowy (neotyp) to skóra, czaszka i oskórowane ciało zakonserwowane w alkoholu młodego samca o sygnaturze M.11821 z kolekcji Muzeum Australijskiego; odłowiony 18 września 1977 roku przez A.B. Rose’a.
Wyróżniane wcześniej podgatunki fusciventer i peninsulae zostały wyodrębnione do rangi gatunków. Autorzy All the Mammals of the World rozpoznają trzy podgatunki. Podstawowe dane taksonomiczne podgatunków (oprócz nominatywnego) przedstawia poniższa tabelka:
| Podgatunek     | Oryginalna nazwa  | Autor i rok opisu | Miejsce typowe                                                       | Holotyp                                                                           |
| -------------- | ----------------- | ----------------- | -------------------------------------------------------------------- | --------------------------------------------------------------------------------- |
| I. o. affinis  | Perameles affinis | Waterhouse, 1846  | Kangaroos Point w pobliżu Hobart, Tasmania, Australia.               | Młody osobnik o nieustalonej płci.                                                |
| I. o. nauticus | Isoodon nauticus  | O. Thomas, 1922   | Franklin Island, Nuyts Archipelago, Australia Południowa, Australia. | Dorosły samiec (sygnatura BMNH 22.4.15.6, Muzeum Historii Naturalnej w Londynie). |

### Etymologia
- Isoodon: gr. ισος isos ‘równy, podobny’; οδους odous, οδοντος odontos ‘ząb’[16].
- obesulus: łac. obesus ‘gruby, pulchny, tęgi’, od ob ‘z powodu’; edere ‘jeść’[17]; przyrostek zdrabniający -ulus[18].
- affinis: łac. adfinis lub affinis ‘spokrewniony, pokrewny, sąsiedzki’, od ad ‘w kierunku’; finis ‘koniec, granica’[19].
- nauticus: łac. nauticus ‘morski’, od gr. ναυτικος nautikos ‘morski’[20][21].

## Zasięg występowania
Krótkonos brązowy występuje w zależności od podgatunku:
- I. obesulus obesulus – Nowa Południowa Walia, Wiktoria, kontynentalna Australia Południowa i Wyspa Kangura.
- I. obesulus affinis – Tasmania.
- I. obesulus nauticus – Nuyts Archipelago, Australia Południowa.

## Charakterystyka ogólna
Długość ciała 28–36 cm, ogona 9–14,5 cm; masa ciała 0,4–1,8 kg (samce są o 40% cięższe od samic). Wierzch ciała jest ciemnoszary lub żółtobrązowy, spód natomiast żółtawobiały. Uszy są zaokrąglone. Drugi i trzeci palec tylnej kończyny są ze sobą zrośnięte (służą do czyszczenia futra). Przednie kończyny jamrajów są krótsze od tylnych, czym przypominają kangury. Krótkonos posiada torbę, która biegnie wzdłuż brzucha i otwiera się do tyłu między tylnymi nogami.

## Ekologia

### Długość życia
Od 2,5 do 3 lat.

### Środowisko życia
Głównie tereny z niskimi krzewami, okresowo wypalanymi, czasami również w okolicach bagien i rzek.

### Tryb życia
Prowadzi samotniczy tryb życia. Jest aktywny głównie w nocy, dzień przesypia w stożkowatym gnieździe na ziemi. Areał osobniczy waha się od 1 do 6 ha (w zależności od środowiska i płci). Poszczególne rewiry mogą zachodzić na siebie. Głównym pożywieniem jamrajów są dżdżownice, owady i ich larwy oraz owoce. Do wykopywania pokarmu spod ziemi służą ostre pazury.

### Rozród
Okres rozrodczy rozpoczyna się w czerwcu i trwa 6 – 8 miesięcy. Ciąża jest krótka i trwa 12 – 15 dni. Po tym okresie na świat przychodzi 1 – 6 młodych (2 – 3 mioty w ciągu roku). Okres laktacji trwa 60 – 70 dni. Po 90 dniach samice mogą ponownie przystąpić do rozrodu. Dojrzałość płciową jamraje uzyskują po około 210 dniach życia.

### Wrogowie
Na krótkonosy brązowe polują koty, lisy, drapieżne torbacze i ptaki.

## Zagrożenie i ochrona
W Czerwonej księdze gatunków zagrożonych Międzynarodowej Unii Ochrony Przyrody i Jej Zasobów został zaliczony do kategorii niskiego ryzyka LC (ang. least concern „najmniejszej troski”).